# チプリアン・デアク
チプリアン・ヨアン・デアク（Ciprian Ioan Deac, 1986年2月16日- ）は、ルーマニア・ビストリツァ出身のサッカー選手、元ルーマニア代表。CFRクルジュ所属。ポジションはMF。前線だけではなく左右両サイド、ゲームメーカーとしてもプレーする。

## 経歴

### クラブ

#### ウニレア・デジ
地元のFCウニレア・デジの下部組織でストライカーとしてキャリアを開始し、17歳までプレーした。2004年夏には、ハンガリーでキャンプを行っていたFCウニヴェルシタテア・クルジュのトライアルに参加しており、2ヶ月近くを過ごしていたが、移籍金額の問題から最終的に契約することはなく、FCグロリア・プログレスル・ビストリツァのBチームに入団し、2004-05シーズンのリーガ3優勝を経験した。グロリア・ビストリツァで3ヶ月在籍後に古巣ウニレア・デジに復帰し、リーガ2のトップチームからプロ初出場を飾った。

#### CFRクルジュ
ウニレア・デジでのプレーがドリネル・ムンテアヌ監督の目に留まり、2005年夏にCFRクルジュと契約。2005-06シーズンはウニレア・デジでのプレーとなり、2006-07シーズンから合流した。2006年8月26日のFCウニレア・ウルジチェニ戦 (4-0)でリーガ1初出場を果たした。CFRクルジュでは、同2006-07シーズンのクリスティアーノ・ベルゴーディ監督、翌2007-08シーズンのヨアン・アンドネ監督体制下において、エマヌエル・クリオ、エウジェン・トリカ、クリスティアン・ファビアーニ、セバスティアン・ドゥバルビエル、シクスト・ペラルタとの熾烈な定位置争いから出場機会を得るのに苦戦しており、2007-08シーズン途中に同1部のFCオツェルル・ガラツィへ期限付き移籍に出されることになった。
オツェルルで主軸として15試合2得点を記録し、CFRクルジュに復帰すると、前半戦で9試合と出場が制限されていたことで退団を考えていたが、ドゥシャン・ウーリン・ジュニア監督就任以降は出場機会を多く得られたことで残留を決意し、翌2009-10シーズンはアンドレア・マンドリーニ監督の下で主軸を担い、チーム史上2度目のリーグ優勝に大きく貢献した。
2010-11シーズン最初の公式戦であるウニレア・ウルジチェニとのスーペルクパ・ロムニエイをPK戦 (2-2, PK5-4)の末に制した。同試合において、PK戦を外すミスこそしたものの、延長戦での同点ゴールを挙げ、マン・オブ・ザ・マッチに輝いた。

#### シャルケ
2010年8月27日に移籍金300万ユーロでドイツ・ブンデスリーガのシャルケ04と3年契約を締結した。なお、シャルケのフェリックス・マガト監督は、VfLヴォルフスブルク時代に指導したボスニア・ヘルツェゴビナ代表の司令塔ズヴェズダン・ミシモヴィッチの獲得に失敗したことでデアクを選んでおり、また、当初はフォワードの選手を探しにCFRクルジュに視察を送っていたが、ベルント・ホラーバッハアシスタントコーチが報告したのは目当ての選手ではなくデアクという偶然のものだった。
9月14日にUEFAチャンピオンズリーグ 2010-11のオリンピック・リヨン戦で初出場を果たした。しかし、精彩を欠いたプレーで前半戦の時点で見限られ、リーグ戦2試合を含む公式戦5試合で2010-11シーズンを終え、2011年5月25日にリーガ1のFCラピド・ブカレストにシーズン終了までのレンタルで移籍した。ラピド・ブカレストでは、ラズヴァン・ルチェスク監督の下でシャルケ時代とは打って変わって活躍をし、12月20日のFCヴァスルイ戦 (3-2)で退場こそしたものの、2得点を挙げ、4月7日の古巣CFRクルジュ戦で試合終了間際に得点を挙げる等でリーグ戦30試合9得点を記録した。

#### CFRクルジュ復帰
シャルケで失敗した一番の要因にドイツ語が話せなかったことで監督から信頼を失ったと考えたデアクは、再びブンデスリーガでプレーを目指し、ラピド・ブカレスト在籍時にドイツ語学校に通っていたが、それは叶わず、2012年5月30日に3年契約で古巣のCFRクルジュへの復帰が決定した。

#### カザフスタンリーグ
2016年1月14日、カザフスタン・プレミアリーグのFCアクトベから同リーグのFCトボルに移籍し2年契約を結んだことが発表された。

### 代表
2007年6月1日にU-21代表として、フランス戦 (1-1)で初出場を果たした。ルーマニアA代表デビュー前にもかかわらず、ヴィクトル・ピツルカ監督によってEURO2008の暫定メンバーに選出されたが、最終メンバー23人には漏れた。2010年3月5日にイスラエルとの親善試合において、A代表初出場を飾った。
2011年以降代表からは遠ざかっていたが、2017年10月8日のワールドカップ予選デンマーク戦で6年7ヶ月ぶりに代表に復帰すると、この試合で代表初得点も挙げた。

## 個人成績

### クラブでの成績
出典:
| 所属クラブ                  | シーズン         | リーグ           | リーグ | リーグ | カップ | カップ | 国際大会 | 国際大会 | 合計 | 合計 |
| 所属クラブ                  | シーズン         | 所属リーグ       | 出場   | 得点   | 出場   | 得点   | 出場     | 得点     | 出場 | 得点 |
| --------------------------- | ---------------- | ---------------- | ------ | ------ | ------ | ------ | -------- | -------- | ---- | ---- |
| ウニレア・デジ              | 2004-05          | リーガ2          | 4      | 0      | 0      | 0      | -        | -        | 4    | 0    |
| ウニレア・デジ              | 2005-06          | リーガ2          | 23     | 2      | 2      | 0      | -        | -        | 25   | 2    |
| ウニレア・デジ              | 合計             | 合計             | 27     | 2      | 2      | 0      | -        | -        | 29   | 2    |
| CFRクルジュ                 | 2006-07          | リーガ1          | 11     | 0      | 0      | 0      | 0        | 0        | 11   | 0    |
| CFRクルジュ                 | 2007-08          | リーガ1          | 10     | 0      | 1      | 0      | 1        | 0        | 12   | 0    |
| CFRクルジュ                 | 2008-09          | リーガ1          | 18     | 2      | 1      | 1      | 2        | 0        | 21   | 3    |
| CFRクルジュ                 | 2009-10          | リーガ1          | 24     | 2      | 4      | 0      | 6        | 0        | 34   | 2    |
| CFRクルジュ                 | 2010-11          | リーガ1          | 4      | 0      | 1      | 1      | -        | -        | 5    | 1    |
| CFRクルジュ                 | 合計             | 合計             | 67     | 4      | 7      | 2      | 9        | 0        | 93   | 6    |
| オツェルル・ガラツィ (loan) | 2007-08          | リーガ1          | 15     | 2      | 0      | 0      | 0        | 0        | 15   | 2    |
| オツェルル・ガラツィ (loan) | 合計             | 合計             | 15     | 2      | 0      | 0      | 0        | 0        | 15   | 2    |
| シャルケ                    | 2010-11          | ブンデスリーガ   | 2      | 0      | 0      | 0      | 3        | 0        | 5    | 0    |
| シャルケ                    | 合計             | 合計             | 2      | 0      | 0      | 0      | 3        | 0        | 5    | 0    |
| ラピド・ブカレスト (loan)   | 2011-12          | リーガ1          | 30     | 9      | 5      | 2      | 7        | 1        | 42   | 12   |
| ラピド・ブカレスト (loan)   | 合計             | 合計             | 30     | 9      | 5      | 2      | 7        | 1        | 42   | 12   |
| CFRクルジュ                 | 2012-13          | リーガ1          | 18     | 3      | 5      | 0      | 1        | 0        | 24   | 3    |
| CFRクルジュ                 | 2013-14          | リーガ1          | 28     | 6      | 1      | 0      | -        | -        | 29   | 6    |
| CFRクルジュ                 | 2014-15          | リーガ1          | 16     | 2      | 1      | 0      | 4        | 0        | 21   | 2    |
| CFRクルジュ                 | 合計             | 合計             | 62     | 11     | 7      | 0      | 5        | 0        | 74   | 11   |
| キャリア通算成績            | キャリア通算成績 | キャリア通算成績 | 203    | 28     | 21     | 4      | 24       | 1        | 248  | 33   |

### 代表での成績
出典:
| ルーマニア代表 | ルーマニア代表 | ルーマニア代表 |
| 年             | 出場           | 得点           |
| -------------- | -------------- | -------------- |
| 2010           | 9              | 0              |
| 2011           | 2              | 0              |
| 2017           | 2              | 1              |
| 2018           | 3              | 2              |
| Total          | 15             | 3              |

## タイトル
CFRクルジュ
- リーガ1：2007-08, 2009-10, 2017-18, 2018-19, 2019-20, 2020-21, 2021-22
- クパ・ロムニエイ：2008-09, 2009-10
- スーペルクパ・ロムニエイ：2009, 2010, 2018, 2020

シャルケ
- DFBポカール：2010-11